# Maison Winchester
Pour les articles homonymes, voir Winchester.
La Maison Winchester (Winchester Mystery House) est une demeure située en Californie à San José, près de Santa Clara, célèbre dans le folklore américain pour sa réputation de maison hantée.

## Historique

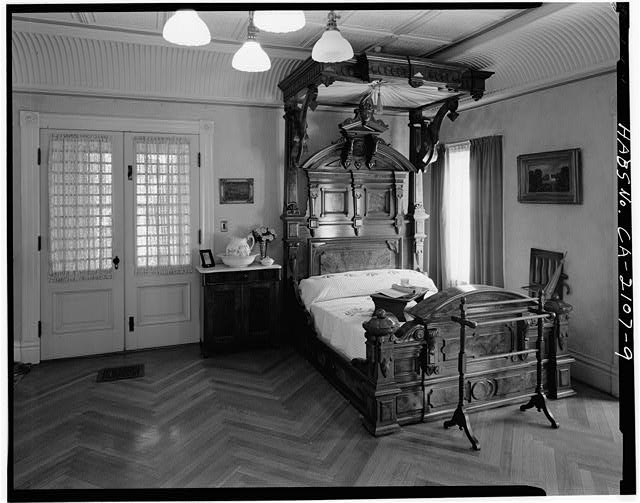
Chambre à coucher de Sarah Winchester, au 2e étage.

En 1862, Sarah Lockwood Pardee épouse William Wirt Winchester, fils d'Oliver Fischer Winchester (fondateur et président de la Winchester Repeating Arms Company). Le 15 juin 1866, le couple a une fille nommée Annie Pardee Winchester, qui meurt quelques semaines plus tard des suites d'une maladie infantile. Sarah Winchester tombe alors dans une profonde dépression et le couple n'aura pas d'autres enfants. En décembre 1880 William Wirt Winchester prend la succession de son père à la Winchester Repeating Arms Company — le fabricant de la Winchester modèle 1873, célèbre carabine à répétition par levier — mais il meurt le 7 mars 1881 de tuberculose.
Selon une des légendes, entretenue par l'attraction touristique, Sarah Winchester aurait pensé qu'une malédiction s'est abattue sur elle et sa famille. Elle aurait fait appel à un médium de Boston qui lui conseille de construire une maison pour elle et tous les esprits des personnes tuées par la carabine Winchester[réf. nécessaire].
En 1884, Sarah Winchester achète alors une modeste ferme de huit chambres sur un terrain de 65 hectares près de Santa Clara. Elle dépense l'équivalent de 70 millions de dollars d'aujourd'hui pour la rénovation et l'agrandissement de la maison. Le travail est continu pendant 38 ans et la maison évoluera au fil des désirs et inspirations architecturales de sa propriétaire. Les plans sont dessinés par Sarah qui refuse de faire appel aux services d'un architecte. 
Très confortable, la maison est équipée « de toilettes, de douches chaudes, d'un chauffage à air pulsé, de lampes à gaz à bouton-pression et de trois ascenseurs électriques fabriqués par Otis ». Pourtant personne ne sera reçu dans cette demeure, seuls les ouvriers y séjourneront. Le séisme de 1906 à San Francisco a détruit de nombreuses parties de l'édifice, alors haut de 7 étages. Sarah Winchester n'a pas voulu reconstruire les parties détruites et a laissé certains escaliers et portes, qui ne menaient dorénavant plus vers les étages et pièces disparus. Les travaux s'arrêtent en 1922, à la mort de Sarah Winchester.
La maison Winchester est classée comme California Historical Landmark le 11 janvier 1974 et inscrite au Registre national des lieux historiques le 7 août 1974.

## Controverse
Un reportage radiophonique, « La maison hantée de Sarah Winchester », diffusé en 2022 dans l'émission Une histoire particulière, sur France Culture, révèle que plusieurs spécialistes de l'histoire de la Californie ont conclu à l'absence de documents d'époque sur l'existence du médium de Boston, de superstition ou crainte des esprits de Sarah Winchester. Le travail d'historiens finit par découvrir un article du San Francisco Examiner de 1907, qui affirme le premier, semble-t-il, que Sarah Winchester construit cette maison pour égarer les esprits. Les spécialistes ont noté qu'au fil du temps, d'autres journaux se mirent  à broder sur ce premier article, alors que Sarah Winchester, qui vivait isolée dans sa maison, n'a jamais pris la parole publiquement ni pris la peine de contredire les rumeurs. Les historiens concluent que Sarah Winchester n'aurait jamais craint d'esprits mais qu'elle a simplement laissé parler sa créativité et profité de son immense fortune pour construire cette maison.

## La maison auXXIesiècle
Aujourd'hui, la maison Winchester est un monument historique national touristique comptant 160 pièces, dont 40 chambres, 10 000 carreaux de fenêtres, 47 foyers, 17 cheminées et quelques curiosités uniques comme des portes donnant sur le vide, des escaliers menant au plafond, des placards sans fond ou des fenêtres sur le sol. De plus, elle possède des innovations très modernes à l’époque de construction. On y trouve ainsi un chauffage central, des toilettes d’intérieur, une plomberie sophistiquée, trois ascenseurs, des interrupteurs et même une douche d’eau chaude. En octobre 2016, une nouvelle pièce est « trouvée par hasard, coincée entre un escalier fictif et une fausse fenêtre ».

## Culture populaire

### Cinéma
- La Malédiction Winchester (Winchester: The House That Ghosts Built), 2018, de Michael et Peter Spierig.
- Sarah Winchester, opéra fantôme, 2016, court métrage de Bertrand Bonello.

### Bande dessinée
- La Maison Winchester, de Marie-Charlotte Delmas et Max Cabanes, Glénat, 2004.
- « La maison Winchester » dans Axolot (bande dessinée), Tome 2, de Patrick Baud et Pochep, Delcourt, 2015.
- Dans l’antre de la pénitence, scénario de Peter J.Tomasi, dessins de Ian Bertram, Glénat, 2017.
- « Witch O'Winchester » dans Midnight Tales, vol.2, scénario de Rebecca Morse, Florent Maudoux, Mathieu Bablet, dessins de Florent Maudoux, Ankama Éditions, 2018.

### Radio
- « La Maison Winchester », fiction de Pierre Senges, France Culture 6 juin 2020[7].
- « La maison hantée de Sarah Winchester », émission Une histoire particulière, France Culture, 12 février 2022[8].
- « La maison mystérieuse de Sarah Winchester », podcast Le Coin du Crime, 13 février 2022[9].
- « Êtes-vous prêts à visiter la maison hantée de Sarah Winchester ? », émission Sans oser le demander, France Culture, 20 décembre 2022[10].